# Katie Johnson (secretária)
Katherine B. Johnson (nascida em 26 de março de 1981) serviu como secretária pessoal do Presidente dos Estados Unidos Barack Obama de 2009 a 2011.

## Vida pessoal
Johnson cresceu em Bethesda, Maryland, e se mudou com seus pais para Brookline, Massachusetts, em 1999, antes de entrar no Wellesley College. Ela é a mais velha dos três filhos do Dr. Bruce E. Johnson, chefe de oncologia torácica no Dana–Farber Cancer Institute, e Georgia M. Johnson, consultora de gestão e membro eleita para reuniões da cidade em Brookline.[carece de fontes?]
Johnson se formou no Wellesley College em 2003 com um diploma de Bachelor of Arts em ciência política.[carece de fontes?] Antes de seu cargo como secretária pessoal do presidente, Johnson foi assistente especial de Rahm Emanuel por dois anos, quando ele liderou o Comitê de Campanha Democrata do Congresso, e também atuou como assistente do coordenador de campanha de Barack Obama, David Plouffe.
Johnson foi uma das várias funcionárias juniores que deixaram a Casa Branca em 2011 para cursar a Harvard Law School. Seu último dia como secretária foi em 10 de junho de 2011.

## Carreira pós-secretariado
Johnson retornou à Casa Branca como conselheira no Gabinete de Gestão e Orçamento. Ela se formou na Harvard Law School em 2014 e atualmente é sócia do escritório Jenner & Block em Washington, D.C..

## Galeria

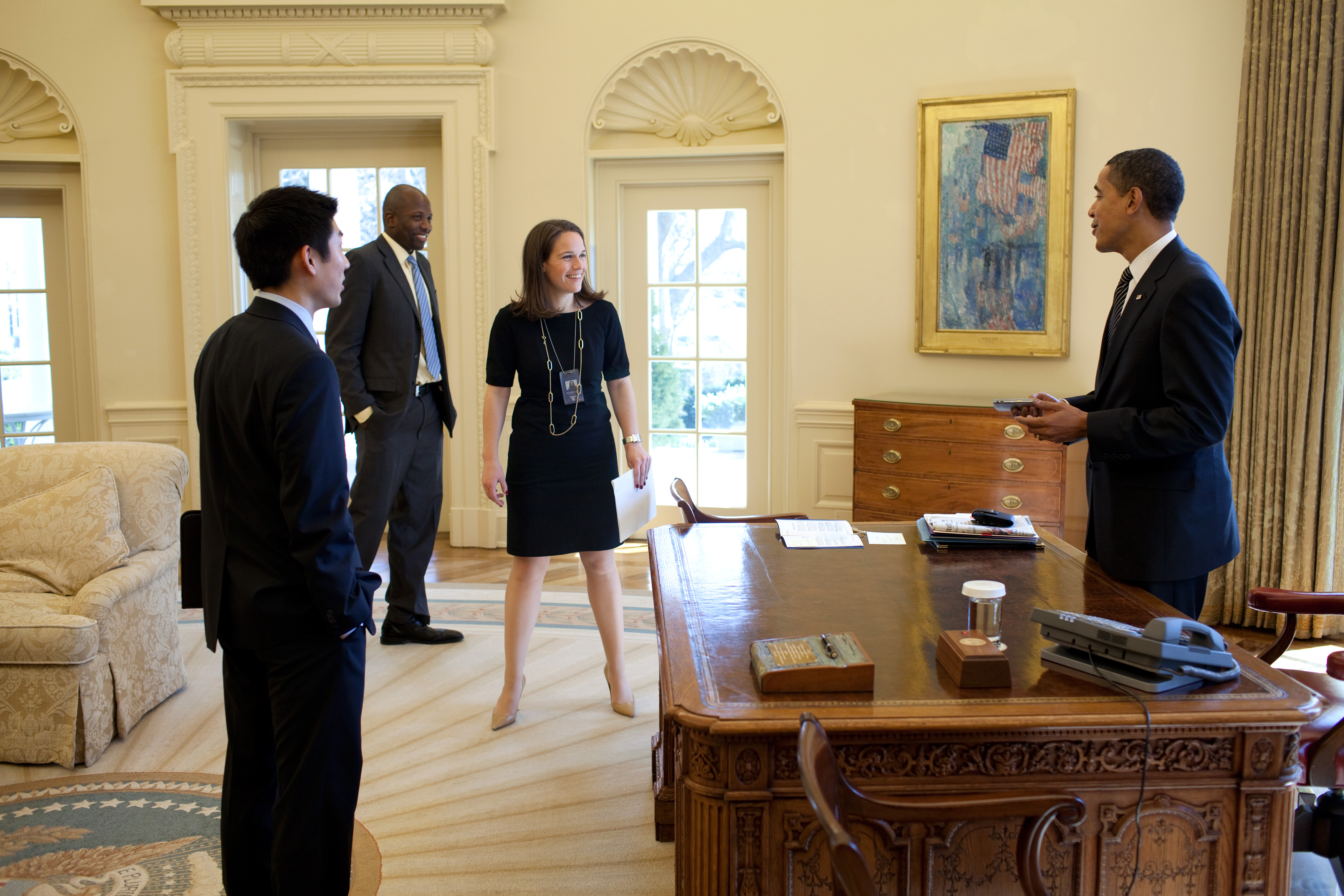
O presidente Barack Obama brinca com o assistente especial Eugene Kang, a secretária pessoal Katie Johnson e o assessor pessoal Reggie Love no Salão Oval.
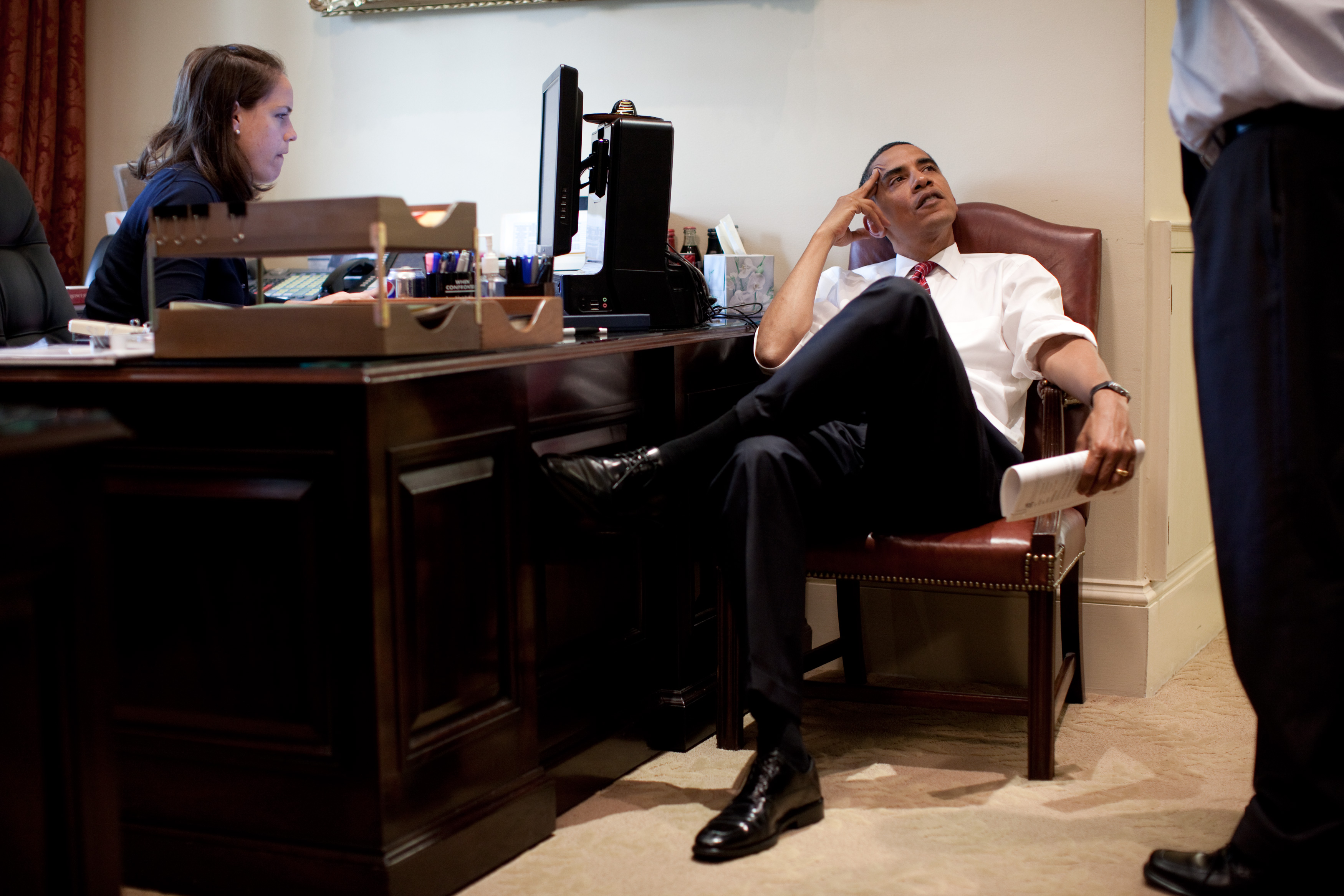
O presidente Barack Obama ouve o conselheiro sênior David Axelrod na parte externa do Salão Oval em 26 de junho de 2009. À esquerda está a secretária pessoal Katie Johnson.
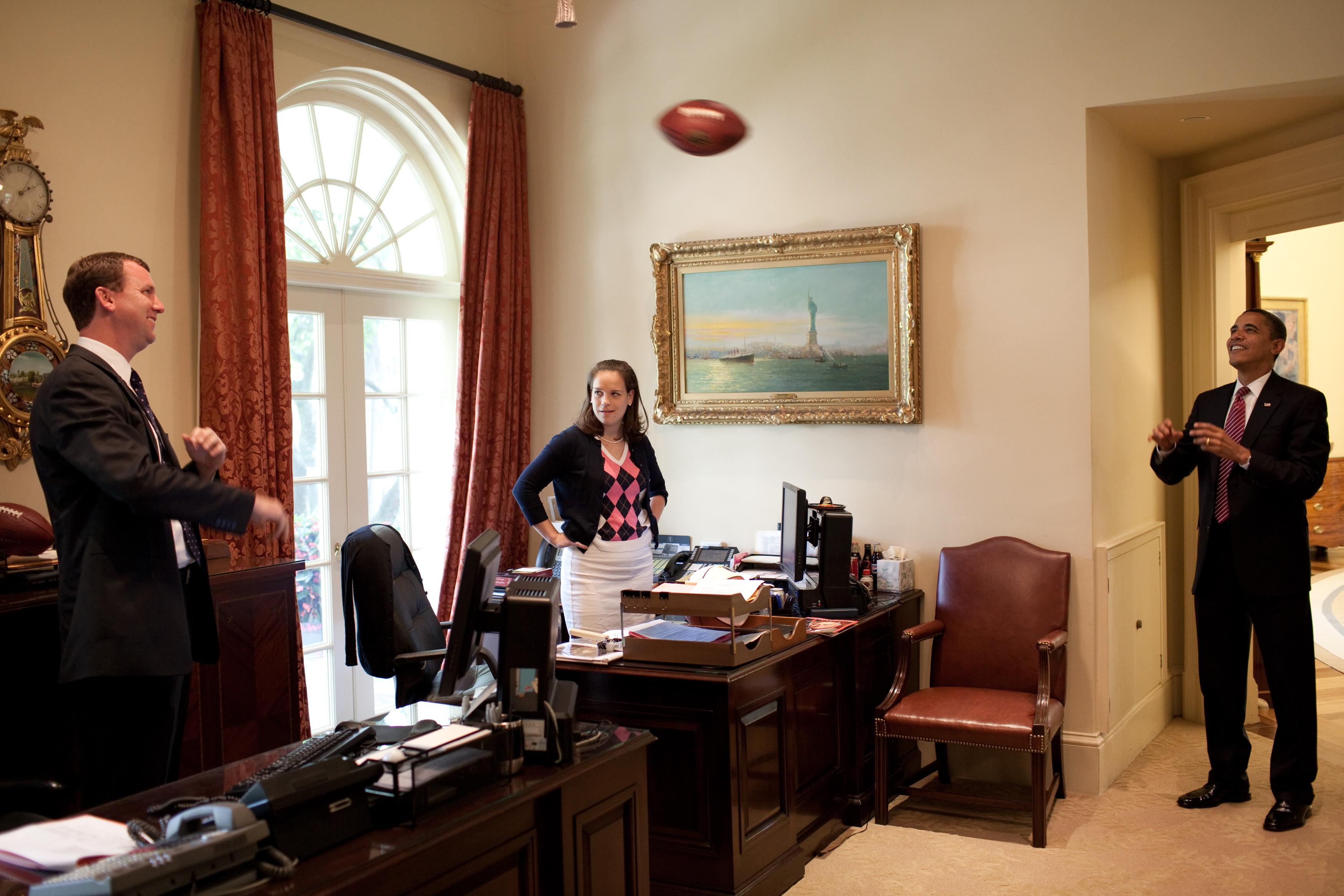
O presidente Barack Obama joga futebol americano com o diretor de viagem Marvin Nicholson no lado de fora do Salão Oval em 26 de junho de 2009. A secretária pessoal Katie Johnson observa de sua mesa.
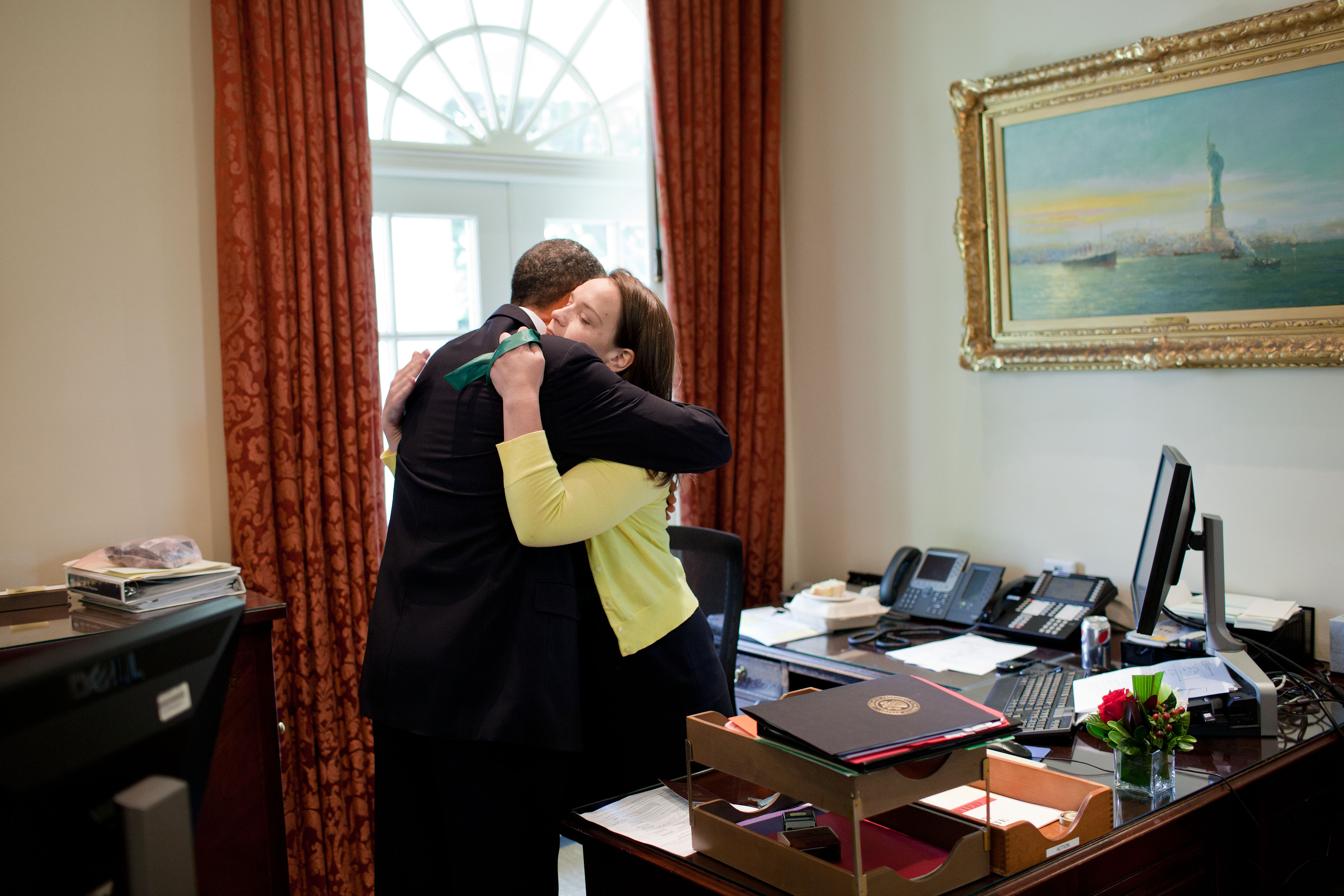
O presidente Barack Obama se despede da secretária pessoal Katie Johnson em seu último dia na Casa Branca, 10 de junho de 2011